# Csatorna (híradástechnika)

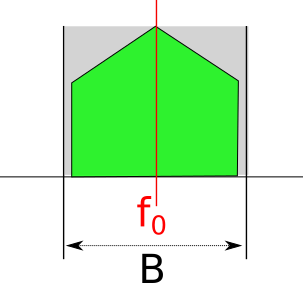
AM csatorna szerkezete

A csatorna a rádiófrekvenciás hírközlésben egy meghatározott frekvenciatartományt jelent, amely valamilyen információ átvitelére van kijelölve. A csatornakiosztást törvényileg szabályozzák. A csatornakiosztás meghatározásánál figyelembe veszik
- az információt továbbító közeg fizikai tulajdonságait
- az átviendő információ műszaki paramétereit
- a csatornát használó szolgálatok működését.

Különféle célokra használt, rádiófrekvenciás átvitelt használó eszközök különböző műszaki paraméterekkel rendelkező csatornákat használnak. A csatornakiosztás szabványosításának célja, hogy egyazon rendeltetésű kommunikációs eszközök kompatibilisek legyenek egymással, illetve egy adott szolgáltatás igénybevételére alkalmas készülékek kompatibilisek legyenek a szolgáltatást nyújtó eszközökkel.

## A csatorna paraméterei[1]

### A csatorna általános jellemzői
Egy csatornán egyidejűleg
- csak egy jel vagy adatfolyam vihető át
- csak egy állomás adhat

### A csatorna frekvenciatartománya
A csatornák kiosztása valamilyen sávterv szerint történik. A sávtervben egy adott sávot vagy sávblokkot bontanak fel csatornákra. A csatorna tulajdonságától függően megadhatják
- a csatornaközépi frekvenciát
- a csatorna kezdőfrekvenciáját
- a csatorna végrekvenciáját

A csatornák sávszélessége egy adott sávblokkban megegyezik. A megadott frekvenciákat nevezik még frekvenciakiosztásnak is. A frekvenciakiosztásoknál a kiosztott frekvenciákat a moduláció függvényében a következőképpen értelmezzük:
| Moduláció | A csatorna felépítése | A megatott csatornafrekvencia | Fizikai értelmezés            |
| --------- | --------------------- | ----------------------------- | ----------------------------- |
| AM        |                       | csatornaközépi                | vivőfrekvencia                |
| FM        |                       | csatornaközépi                | a modulálatlan vivőfrekvencia |
| USB       |                       | csatornakezdő                 | az elnyomott vivőfrekvencia   |
| LSB       |                       | csatornavégi                  | az elnyomott vivőfrekvencia   |

Összetett információtartalomnál ettől eltérő módon is megadhatják a csatornafrekvenciát:
- Analóg televíziós átvitelnél általában a képvivő frekvenciáját adják meg.
- FSK esetén a 0 értéknek megfelelő bit frekvenciáját

### A csatornán átvitt információtartalom fizikai paramétere
Egy adott csatornán meghatározott adásmódban viszünk át információt.

## Csatornahasználatra vonatkozó kikötések
A csatornahasználatra vonatkozó kikötések általában egy egész sávblokkra jellemzőek, de egy-egy csatornára is szoktak kitételeket meghatározni.

### A felhasználók köre
| Jelzés | Értelmezés                                                    |
| ------ | ------------------------------------------------------------- |
| P      | Polgári felhasználás                                          |
| N      | Nem polgári felhasználás                                      |
| E      | Együttes, polgári és nem polgári szervek közötti kommunikáció |

### A felhasználás helye
- Földi
- Vízfelszíni, ezen belül tengeri, vagy belvízi, parti
- Légi
- Űrbéli

Továbbá a fenti helyek közötti kommunikációra való kijelölés.

### Sugárzásra vonatkozó kikötések
- Maximális adóteljesítmény, P vagy EIRP
- Maximális antennamagasság, relatív (talajszint feletti) vagy abszolút (tengerszint feletti)

### A telepítés jellege
- mozgó
- bázisállomást vagy átjátszót használó mozgó
- helyhez kötött

Átjátszóállomások esetén a sávtervekben pontosan meg van határozva, hogy mely csatornák használhatók az átjátszóállomás bemeneti, illetve kimeneti csatornájaként.

### Különleges csatornák
Vészhelyzeti csatornák: vészhelyzetban használható csatornák vagy vészhelyzetre kiosztható egyb csatornák.
Védősáv: Védősávot, védőcsatornát két sávblokk között osztanak ki. A védősávon minden rádióforgalmazás tiltott. Olyan esetben használják, amikor valamilyen rádiószolgálat alkalmazásai gyenge rádiójelek használatára épül, vagy zavarkritikus rédióalkalmazást használ.